# گوبا
«گوبا» (به انگلیسی: Gooba) ترانه‌ای از رپر آمریکایی، سیکس ناین است. این ترانه در تاریخ ۸ مه ۲۰۲۰، در روز تولد سیکس ناین و به عنوان اولین تک‌آهنگ پس از آزادی زندان منتشر شد. این تک‌آهنگ اصلی آلبوم استودیویی دوم آینده اوست که در اوت ۲۰۲۰ منتشر خواهد شد. این ترانه و نماهنگ همراه آن در حبس خانگی ضبط شده‌است و ناشی از از محاکمه Trial of the Nine Trey Gangsters است که سیکس ناین در ترانه ارجاع داده‌است و همچنین مخدوشان خود را هدف قرار می‌دهد.

## پیش زمینه و تبلیغ
در تاریخ ۱۸ نوامبر ۲۰۱۸، هرناندز به دلیل حمل اسلحه و مواد مخدر دستگیر شد. وی در دسامبر ۲۰۱۹، پس از اظهار به بی‌گناه بودن خود به سرقت مسلحانه و توطئه قتل به دو سال زندان محکوم شد. با این حال، در آوریل ۲۰۲۰ به‌دلیل دنیاگیری کروناویروس آزاد شد. در ۷ مه ۲۰۲۰، وی اعلام کرد که تولد ۲۴سالگی خود را با انتشار تک‌آهنگ جدید جشن می‌گیرد.

### پیشرفت ترانه
این ترانه از طریق یک بیلبورد بزرگ با عنوان «پادشاه برگشته است» در تایمز اسکوئر تبلیغ شد. وی همچنین در روز انتشار این ترانه میزبان یک پخش زنده اینستاگرام بود که با ۲ میلیون بیننده همزمان روبرو شد.

## نماهنگ
نماهنگ در کنار تک‌آهنگ که در آوریل ۲۰۲۰ فیلمبرداری شده بود در ۸ مه ۲۰۲۰ منتشر شد. هرناندز پیش از این از قاضی خواسته‌بود تا فیلم را در حیاط خانه خود فیلمبرداری کند. پس از انتشار، نماهنگ در ۲۴ ساعت اول خود به بیش از ۳۸٫۹ میلیون بازدید رسید، و توانست رکورد امینم با تک‌آهنگ «کیل‌شات» برای پربازدیدترین نماهنگ هیپ هاپ در ۲۴ ساعت اول انتشار را بشکند. در تاریخ ۳۱ مه ۲۰۲۰، نماهنگ به‌دلیل شکایت در مورد حق چاپ توسط سازنده کنیایی Magix Enga به‌طور موقت از یوتیوب حذف شد. وی ادعا کرد که نماهنگ «گوبا» از یک آهنگ خود بدون اجازه نمونه برداری شده‌است.